# Укргидроэнерго
ЧАО «Укргидроэне́рго» (укр. Укргідроене́рго) — крупнейшая гидрогенерирующая компания на Украине, которая включена в перечень 15 крупнейших предприятий государственного сектора экономики, суммарные активы которых составляют 70 процентов от общего показателя в госсекторе. В состав компании входят десять станций на реках Днепр и Днестр: Киевская ГЭС и Киевская ГАЭС, Каневская ГЭС, Кременчугская ГЭС, Среднеднепровская ГЭС, Днепровская ГЭС-1 и Днепровская ГЭС-2, Каховская ГЭС, Днестровская ГЭС и Днестровская ГАЭС. Каневская ГАЭС и Каховская ГЭС-2 в процессе подготовки к строительству. В 2017 году общее количество гидроагрегатов на станциях общества составила 103, а их суммарная установленная мощность достигла 5747 МВт. Компания постоянно динамично развивается и обеспечивает покрытие пиковых нагрузок, регулирование частоты и мощности, мобильный аварийный резерв в объединенной энергосистеме Украины.

## История компании
В 1994 году приказом Министерства энергетики и электрификации Украины от 27.12.1994 № 288 «О создании государственного предприятия „Днепрогидроэнерго“» реорганизовано в структурные подразделения Днепровскую ГЭС, Днепродзержинскую ГЭС, Каскад Среднеднепровских ГЭС, Каховскую ГЭС, Кременчугскую ГЭС. На их базе создано государственное предприятие «Днепрогидроэнерго». Приказом определено, что государственное предприятие «Днепрогидроэнерго» является правопреемником государственных предприятий Днепровской ГЭС, Днепродзержинской ГЭС, Каскада Среднеднепровских ГЭС, Каховской ГЭС, Кременчугской ГЭС. Исполнение обязанностей директора государственного предприятия «Днепрогидроэнерго» возложена на Поташника Семена Израйлевича.
Приказом Министерства энергетики и электрификации Украины от 07.07.1995 № 120 «О создании Государственной акционерной гидроэнергогенерирующих компании „Днепрогидроэнерго“» утвержден акт оценки целостного имущественного комплекса государственного предприятия «Днепрогидроэнерго» и на базе ГП «Днепрогидроэнерго» основано Государственную акционерную гидроэнергогенерирующую компанию «Днепрогидроэнерго». Председателем Правления ГАГК «Днепрогидроэнерго» назначен директор ГП «Днепрогидроэнерго» Поташника Семена Израйлевич. Приказом признано ГАГК «Днепрогидроэнерго» правопреемником ГП «Днепрогидроэнерго», и предусмотрено, что 100 % акций компании остаются в государственной собственности.
В 1997 году приказом Министерства энергетики от 07.10.97 № 24 «Об изменениях в структуре Государственной акционерной гидроэнергогенерирующих компании „Днепрогидроэнерго“» реорганизовано Каскад Среднеднепровских ГЭС и создан с 1 октября 1997 года в составе ГАГК «Днепрогидроэнерго» в рамках существующей численности персонала и без изменения уставного фонда компании обособленные подразделения на правах структурных единиц: Каскад Киевских ГЭС и ГАЭС и Каневская ГЭС. Согласно Уставу ГАГК «Днепрогидроэнерго» состав структуры компании следующий:
- Каскад Киевских ГЭС и ГАЭС
- Каневская ГЭС (500 МВт)
- Кременчугская ГЭС (700 МВт)
- Днепродзержинска ГЭС (388 МВт)
- Днепровская ГЭС (1578 МВт)
- Каховская ГЭС (334 МВт)

Приказом НАК «Энергетическая компания Украины» от 23.09.2005 г. № 43 «Об утверждении изменений в Устав ОАО „Укргидроэнерго“» создано и утверждено Положение о филиале «Дирекция по строительству Днестровской ГАЭС».
18 марта 2011 на общем собрании акционеров на должность председателя правления (с июля 2011 года — Генеральный директор) ОАО «Укргидроэнерго» избран Сирота Игорь Григорьевич.
9 июня 2011 на общем собрании акционеров в соответствии с Законом Украины «Об акционерных обществах» принято решение о переименовании компании «Укргидроэнерго» с открытого акционерного общества в публичное акционерное общество, соответствующие изменения утверждение в Устав общества.

## Деятельность
Фактический объем производства электроэнергии станциями «Укргидроэнерго» за 2017 год составил 9 806,015 млн кВт·ч электроэнергии. Больше всего произвели Днепровская ГЭС (2938 млн кВт·ч), Днестровская ГАЭС (1229 млн кВт·ч) и Кременчугская ГЭС (1178 млн кВт·ч).